# 横井裕

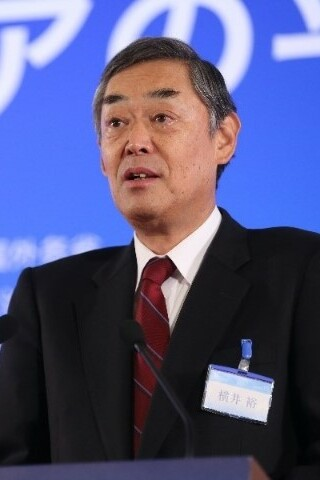
2019年10月

横井 裕（よこい ゆたか、1955年（昭和30年）1月10日 - ）は、日本の外交官。中国公使、外務報道官等を経て、2013年（平成25年）8月20日から2016年（平成28年）までトルコ駐箚特命全権大使、2016年から2020年11月まで駐中華人民共和国特命全権大使。

## 経歴・人物
- 富山県富山市出身[1]。富山県立富山中部高等学校卒業[2]。
- 1978年（昭和53年）10月、外務公務員採用上級試験に合格する。
- 1979年（昭和54年）、東京大学教養学部教養学科卒業、外務省入省。中国語研修を受けたチャイナ・スクール[3]。ハーバード大学修士課程修了[4]。
- 1993年（平成5年）12月 - 在アメリカ合衆国日本国大使館一等書記官
- 1996年（平成8年）1月 - 在アメリカ合衆国日本国大使館参事官
- 1996年（平成8年） 6月 - 在中華人民共和国日本国大使館参事官
- 1998年（平成10年）9月 - 外務省経済協力局有償資金協力課長
- 2000年（平成12年）8月 - 外務省アジア局中国課長
- 2001年（平成13年）1月 - 外務省アジア大洋州局中国課長
- 2002年（平成14年）4月 - 外務省経済協力局政策課長
- 2003年（平成15年）8月 - 在マレーシア日本国大使館公使
- 2006年（平成18年）8月 - 在アメリカ合衆国日本国大使館公使
- 2008年（平成20年）6月 - 上海総領事
- 2010年（平成22年）7月 - 在中華人民共和国日本国大使館公使
- 2010年（平成22年）8月 - 在中華人民共和国日本国大使館特命全権公使
- 2011年（平成23年）9月 - 外務省外務報道官
- 2013年（平成25年）6月 - 外務省大臣官房付
- 2013年（平成25年）8月 - 駐トルコ特命全権大使[5][6]
- 2016年（平成28年）- 駐中華人民共和国特命全権大使
- 2020年（令和2年）- 退官
- 2021年（令和3年）- 北京市安理律師事務所特別顧問[7]、東洋インキSCホールディングス取締役[8]
- 2024年（令和6年）- 富山県県政エグゼクティブアドバイザーに就任

## 同期
（　）は現在の役職
- 平松賢司（駐インド大使）
- 田良原政隆（駐エルサルバドル大使）
- 北岡元（駐タジキスタン大使）
- 花谷卓治（駐フィジー・バヌアツ・キリバス・ツバル・ナウル大使）
- 伊原純一（在ジュネーブ国際機関日本政府代表部大使）
- 山口壯（衆議院議員）
- 大江博（内閣官房内閣審議官）
- 宮川眞喜雄（駐マレーシア大使）
- 廣木重之（駐南アフリカ大使）
- 長谷川晋（駐チュニジア大使）
- 小林弘裕（駐イラン大使）
- 堀江良一（駐ミクロネシア大使）
- 西岡淳（駐ジブチ大使）
- 小川正史（駐ネパール大使）
- 礒部博昭（駐パナマ大使）
- 西村篤子（駐ルクセンブルク大使）
- 羽田浩二（国際貿易・経済担当大使）
- 大澤勉（駐カメルーン大使）